# KFNB – Prometheus bis Andromeda
| KFNB „PROMETHEUS“ bis „ANDROMEDA“ | KFNB „PROMETHEUS“ bis „ANDROMEDA“      | KFNB „PROMETHEUS“ bis „ANDROMEDA“      | KFNB „PROMETHEUS“ bis „ANDROMEDA“ |
| --------------------------------- | -------------------------------------- | -------------------------------------- | --------------------------------- |
| kein Bild vorhanden               |                                        |                                        |                                   |
| Technische Daten                  |                                        |                                        |                                   |
|                                   | „PROMETHEUS“, „DÄDALUS“, „BELLEROPHON“ | „PROMETHEUS“, „DÄDALUS“, „BELLEROPHON“ | „TANTALUS“, „ANDROMEDA“           |
|                                   | vor Umbau                              | nach Umbau                             | vor Umbau                         |
| Bauart                            | 2'B n2                                 | 2'B n2                                 | 2'B n2                            |
| Zylinder-Ø                        | 408 mm                                 | 408 mm                                 | 408 mm                            |
| Kolbenhub                         | 558 mm                                 | 553 mm                                 | 522 mm                            |
| Treibrad-Ø                        | 1264 mm                                | 1264 mm                                | 1291 mm                           |
| Laufrad-Ø vorne                   | 790 mm                                 | 790 mm                                 | 830 mm                            |
| Laufrad-Ø hinten                  | –                                      | –                                      | –                                 |
| Fester Radstand                   | k. A.                                  | k. A.                                  | k. A.                             |
| Gesamtradstand                    | k. A.                                  | 3787 mm                                | 3471 mm                           |
| Gesamtradstand + Tender           | k. A.                                  | 3398 mm                                | k. A.                             |
| Heizfl. d. Rohre                  | 64,2 m²                                | 64,2 m²                                | 60,8 m²                           |
| Heizfl. d. Feuerbüchse            | 6,7 m²                                 | 6,7 m²                                 | 5,7 m²                            |
| Rostfl.                           | k. A.                                  | k. A.                                  | k. A.                             |
| Dampfdruck                        | 5,4                                    | 6,5                                    | 5,4                               |
| Gewicht (leer)                    | 20,8 t                                 | 18,8 t                                 | 21,3 t                            |
| Adhäsionsgewicht                  | k. A.                                  | 17,0 t                                 | k. A.                             |
| Dienstgewicht                     | 22,9 t                                 | 20,9 t                                 | 23,0 t                            |
| Dienstgewicht + Tender            | k. A.                                  | k. A.                                  | k. A.                             |
| Wasser                            | k. A.                                  | k. A.                                  | k. A.                             |
| Kohle                             | k. A.                                  | k. A.                                  | k. A.                             |
| Länge                             | k. A.                                  | k. A.                                  | k. A.                             |
| Länge + Tender                    | k. A.                                  | k. A.                                  | k. A.                             |
| Höhe                              | k. A.                                  | k. A.                                  | k. A.                             |

Die Dampflokomotiven PROMETHEUS, DÄDALUS, BELLEROPHON, TANTALUS und ANDROMEDA waren Reisezuglokomotiven der österreichischen KFNB.
Sie wurden 1846/1847 von Cockerill in Seraing an die KFNB mit der Achsformel 2'B geliefert.
Sie waren sowohl untereinander als auch im Vergleich mit der ersten Lieferung von Cockerill unterschiedlich. Es wurden nach 1853 Umbauten bei Kessel und Rädern durchgeführt, sodass die Dimensionen später noch mehr differierten.
Die Lokomotiven hatten die Inventarnummern 62 bis 66.
Die Maschinen wurden 1866/1867 ausgemustert und teils an Firmen verkauft.